# Zonsverduistering van 29 maart 2025

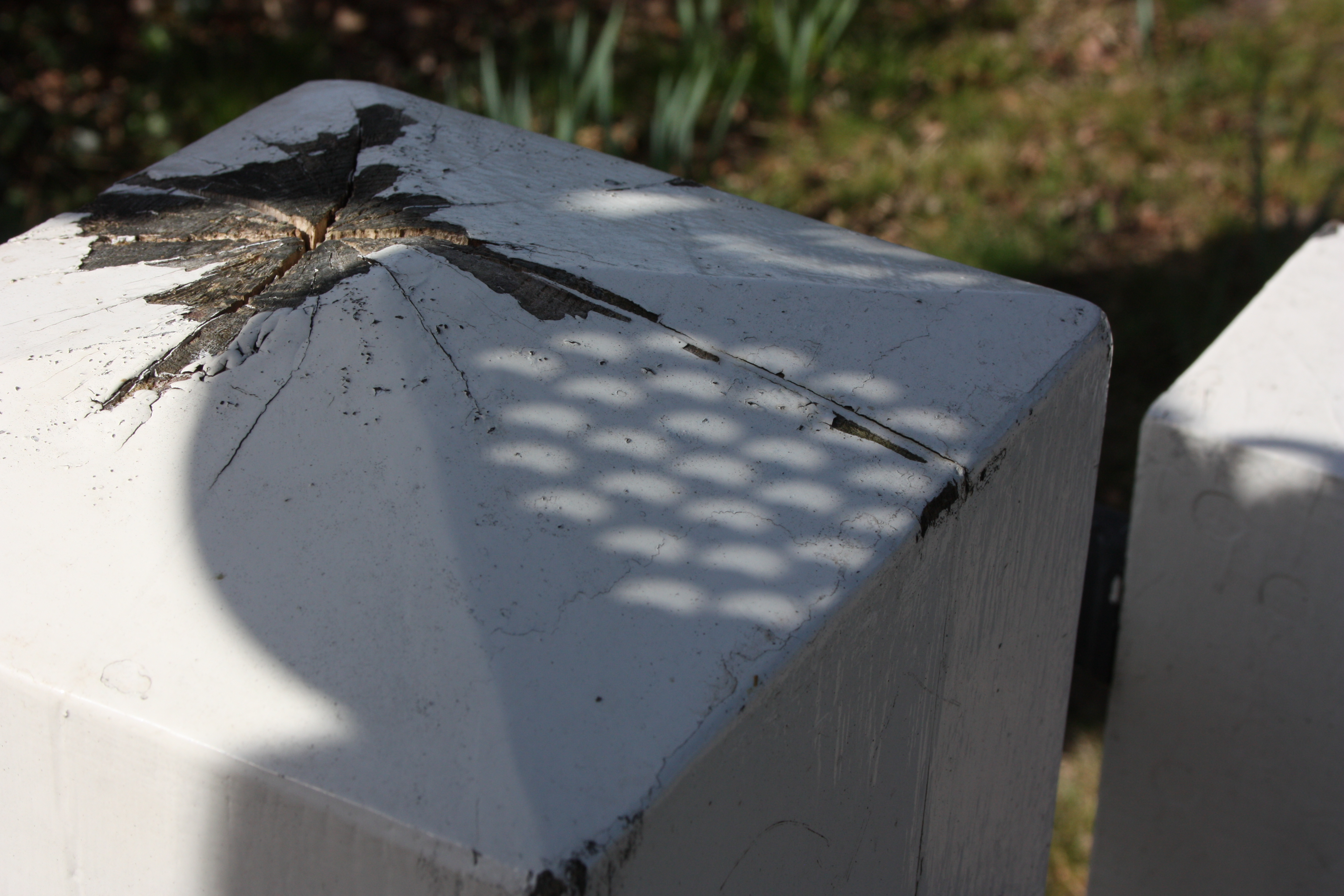
Afdruk van de zonsverduistering geprojecteerd met een vergiet

De zonsverduistering van 29 maart 2025 betrof een gedeeltelijke zonsverduistering die uitsluitend op het noordelijk halfrond te zien was.

## Zichtbaarheid
De eclips was gedeeltelijk te zien in het noordoosten van Noord-Amerika, Groenland, het grootste deel van Europa, noordwest-Afrika en het westen van Rusland. De grootste eclips was te zien in het noordoosten van Canada op de coördinaten 61,1°N en 77,1°W.

### Limieten
| Fenoneem                    | Code | Tijdstip (UTC) |
| --------------------------- | ---- | -------------- |
| Eerste contact bijschaduw   | P1   | 08:50:34,9     |
| Eerste contact kernschaduw  | U1   | NVT            |
| Kernschaduw compleet vanaf  | U2   | NVT            |
| Bijschaduw compleet vanaf   | P2   | NVT            |
| Maximum eclips              | GE   | 10:47:18,4     |
| Bijschaduw compleet t/m     | P3   | NVT            |
| Kernschaduw compleet t/m    | U3   | NVT            |
| Laatste contact kernschaduw | U4   | NVT            |
| Laatste contact bijschaduw  | P4   | 12:43:36,2     |

### Zichtbaarheid Benelux
Ook in de Benelux was een gedeeltelijke eclips te zien. In Utrecht vond deze van 11:17 tot 13:04 (lokale tijd) plaats. Om 12:10 was daar 24,5% van het zonoppervlak afgedekt. In Brussel vond van 11:14 tot 13:01 een gedeeltelijke eclips plaats, met het maximum van 23,7% om 12:07. 
- Zichtbaarheid van de zonsverduistering vanuit Utrecht